# Rafael Furchi
Rafael Furchi (28 de Janeiro de 1966) é um árbitro de futebol argentino.